# Microcos cerasifera
Microcos cerasifera är en malvaväxtart som beskrevs av Emilio Chiovenda. Microcos cerasifera ingår i släktet Microcos och familjen malvaväxter. Inga underarter finns listade i Catalogue of Life.